# 亘理彰
亘理彰（わたり あきら、1925年3月20日 - ）は日本の大蔵官僚。
防衛施設庁長官、防衛事務次官、石油公団副総裁、日本不動産研究所理事長、同研究所会長などを務めた。

## 来歴
東京府出身。東京府立第九中学校、第一高等学校を経て、東京帝国大学法学部政治学科卒業。
1947年12月 大蔵省入省。主計局属。1950年5月 伊予西条税務署長。1951年8月 川口税務署長。
その後は主計局総務課長補佐、主計局主計官補佐（通商産業係主査）、主計局総務課長補佐兼主計局法規課長、大臣官房専門調査官兼臨時行政調査会事務局資料課兼臨時行政調査会調査などを務める。
1965年6月 主計局調査課長。1968年6月 主計局主計官（外務、通商産業担当）。1969年8月15日 経済企画庁総合計画局計画課長。1970年6月25日 大臣官房調査企画課長。1971年7月5日 関東信越国税局長。
1972年6月20日 内閣官房内閣審議室長兼総理府内閣総理大臣官房審議室長。1974年7月2日 防衛庁経理局長。1976年7月16日 防衛庁長官官房長。1977年7月15日 防衛施設庁長官。1978年11月1日 防衛事務次官。1980年6月6日 退官。
同年10月 石油公団副総裁（〜1987年5月）。1989年5月 日本不動産研究所理事長。1995年5月 同研究所会長。1998年5月 同研究所相談役。

## 略歴
- 1947年12月：大蔵省入省。主計局属[2]。
- 1949年6月：経済安定本部財政金融局財務課。
- 1950年5月：伊予西条税務署長。
- 1951年8月：川口税務署長。
- 1952年5月：病休（〜1954年11月）。
- 1954年11月：復職・大臣官房調査課。
- 1956年7月：総理府国防会議事務局。
- 1957年7月：主計局総務課長補佐。
- 1958年4月：主計局主計官補佐（通商産業係主査）。
- 1961年7月：主計局総務課長補佐 兼 主計局法規課長補佐。
- 1962年5月：主計局付 兼 臨時行政調査会事務局資料課 兼 臨時行政調査会調査員。
- 1962年6月：大臣官房専門調査官 兼 臨時行政調査会事務局資料課 兼 臨時行政調査会調査員。
- 1964年7月：大臣官房専門調査官 兼 内閣官房内閣審議官。
- 1965年6月：主計局調査課長。
- 1968年6月：主計局主計官（外務、通商産業担当）。
- 1969年8月15日：経済企画庁総合計画局計画課長。
- 1970年6月25日：大臣官房調査企画課長。
- 1971年7月5日：関東信越国税局長。
  - 1971年12月1日：兼 関東信越国税局総務部長（〜1971年12月10日）。
- 1972年6月20日：内閣官房内閣審議室長 兼 総理府内閣総理大臣官房審議室長。
- 1974年7月2日：防衛庁経理局長。
- 1976年7月16日：防衛庁長官官房長。
- 1977年7月15日：防衛施設庁長官。
- 1978年11月1日：防衛事務次官。
- 1980年6月6日：退官。

## 人物
- 学者タイプの理論家である[1]。主計畑育ちだが、経済企画庁総合計画局計画課長や大臣官房調査企画課長も務めており、行政官よりもエコノミストがふさわしい人物だった[3]。